# Gunnar Seldén
Anders Gunnar Seldén, född den 18 juni 1916 i Rättviks församling, Kopparbergs län, död den 16 februari 2000 i Helsingborg, var en svensk jurist. Han var son till Ragnar Seldén.
Seldén avlade juris kandidatexamen 1939 och genomförde tingstjänstgöring 1939–1942. Han blev fiskal i Svea hovrätt 1943, assessor 1949 och hovrättsråd 1958. Seldén var tillförordnad revisionssekreterare 1956–1957, föredragande vid riksåklagarämbetet 1952–1954 och byråchef där 1955–1959. Han blev häradshövding i Ångermanlands mellersta domsaga 1960, häradshövding i Sollefteå domsaga 1970, lagman i Sollefteå tingsrätt 1971, i Västerviks tingsrätt 1972 och i Norrköpings tingsrätt 1977. Seldén beviljades avsked med pension 1983. Han blev riddare av Nordstjärneorden 1960 och kommendör av samma orden 1972. Seldén är gravsatt vid Helsingborgs krematorium.